# Замок князей Сулковских
Замок князей Сулковских (пол. Zamek książąt Sułkowskich w Bielsku-Białej) — старейшая и крупнейшая достопримечательность в городе Бельско-Бяла Силезского воеводства в Польше.

## История
По легенде, на месте нынешнего замка когда-то находилось укрепление разбойников, нападавших на путешествующих купцов. Опольский князь Казимир уничтожил грабителей и возвел на этом месте охотничий замок, который с течением времени значительно перестроили.
Самые древние части замка происходят из XIV века и, вероятно, были сооружены цешинским князем Пшемыславом I Ношаком. На протяжении более двух столетий замок служил одной из усадеб цешинских Пястов.
Замок относится к типу городских замков, с самого начала был включен в систему укреплений Бельска. В течение нескольких веков замок был пограничной крепостью, сначала охранявшей границы Цешинского и Освенцимского княжеств, а с середины XV века — чешско-польскую государственную границу.
С конца XVI века оборонная роль замка начала уменьшаться, и он постепенно превратился в резиденцию шляхты.
С 1572 года, замок был административным и экономическим центром Бельского государства, которым правили представители благородных семей Промницев, Шаффгочев, Зуннегов, Золмсов и Хаугвицев. В 1752 году оно было преобразовано в княжество и передано во владение Александра Юзефа Сулковского. Бельское княжество просуществовало до 1849 года, когда Австрия ввела новое административное деление и ликвидировало старые феодальные структуры. Территория бывшего княжества вошла в состав Бельского уездного староства. Сам замок и многочисленные имения в Бельске оставались в собственности рода Сулковских до 1945 года.
Современный вид здания возник во времена последней большой перестройки замка во второй половине XIX века, которая полностью размыла его характерные старинные черты. В 1899—1973 годах на месте кирпичной подпорной стены, которая в наше время видна с востока от замка, были расположены здания так называемых Замковых базаров, снесённые в связи с расширением улицы Замковой.
После Второй мировой войны замок перешёл во владение польского государства и служил резиденцией для многочисленных культурных учреждений. С 1983 года в нём располагается лишь государственный Музей в Бельске-Бялом.

## Музей в замке
Музей, который в наше время находится в замке, продолжает музейные традиции, заложенные в начале XX века, когда органы самоуправления силезского Бельска и галицкой Бялой-Краковской создали два отдельных музея.
В 1941 году гитлеровская оккупационная власть объединила оба городских музея в один, который находился в городе Бяле, в бывшем доме гильдии. Он находился там до завершения Второй мировой войны.
В 1945 году было принято решение возобновить деятельность музея, на этот раз в замке Сулковских князей. Музей в Бельске был открыт для посещения уже 14 февраля 1947 года. С начала 2001 года музей назывался Музеем в Бельске-Бялой, а с 2013 года — Историческим музеем в Бельске-Бялой.
В наше время в замке находится несколько постоянных экспозиций, в том числе посвященных истории и археологическим находкам из Подбескидзя, польском и европейском искусству XIV−XVII веков, европейском и польской живописи XIX и XX веков, современному искусству Подбескидзя, этнографии Бельска-Бялой и окрестностей, и тому подобное.

## Галерея
- Вид замка
- Вид замка
- Голубой зал с художественной галереей
- Бидермайеровский салон
- Музыкальный салон
- Зал с рыцарем - лапидариум